# Guilherme Braga
Guilherme da Silva Braga (* 22. März 1845 in Porto; † 26. Juli 1874 ebenda) war ein portugiesischer Dichter der Romantik.
Sein Werk kreist um das Thema Tod. Der Einsatz der Umgangssprache als Ausdrucksform erinnert an das Werk von Cesário Verde. 

## Werke
- 1868: Ecos de Aljubarrota
- 1869: Heras e Violetas
- 1869: O mal da Delfina
- 1871: Os Falsos Apóstolos
- 1874: O Bispo
- 1898: Poesias (postum)